# Monte Nasa
El monte Nasa (en sueco: Nasafjället; en noruego: Nasafjellet) es una montaña de 1.211 metros de altura que se encuentra en la frontera entre Suecia y Noruega. Se encuentra cerca de Arjeplog, en el municipio de Arjeplog, en el oeste del Condado de Norrbotten en Suecia y cerca Dunderland en el municipio de Rana en el condado de Nordland, Noruega. Existe un marcador en la cima de la montaña que denota la frontera entre los dos países. La montaña es más conocida por la mina de plata llamada Nasa. El área de la mina todavía tiene una serie de antiguas canteras, ruinas, y un cementerio. También hay una casa de campo de mineros restaurada a partir de 1889.